# Zürcher Tagebuch
Zürcher Tagebuch ist ein Schweizer Dokumentarfilm aus dem Jahr 2020 unter der Regie von Stefan Haupt. Der 101-minütige Film wurde von der Fontana Film GmbH produziert und feierte seine Premiere am 27. September 2020 im Rahmen des Zurich Film Festivals ZFF.

## Inhalt
Der Film versteht sich als filmisches Tagebuch, das persönliche Erlebnisse des Regisseurs mit politischen und gesellschaftlichen Entwicklungen verknüpft. Durch eine assoziative Erzählweise werden Themen wie die Flüchtlingskrise, Finanzkrisen, Klimawandel und die COVID-19-Pandemie behandelt. Dabei werden persönliche Texte, Bilder und Beobachtungen der letzten Jahre einbezogen, insbesondere vor dem Hintergrund der Heimatstadt Zürich, die mit ihren 169 Nationalitäten einen Wandel des Zeitgeistes erlebt. Der Film fängt poetisch und experimentierfreudig Gefühle, Gedanken sowie widersprüchliche Stimmen und Tendenzen ein und stellt Fragen zu den aktuellen gesellschaftlichen Entwicklungen.

## Produktion
Die Dreharbeiten fanden hauptsächlich in Zürich statt. Stefan Haupt führte Regie und verfasste das Drehbuch. Die Kameraarbeit übernahm Lutz Konermann, während Christof Schertenleib für den Schnitt verantwortlich war. Die Musik wurde von Tomas Korber und Alexis Haupt komponiert. Hanspeter Müller-Drossaart fungierte als Sprecher. Die dramaturgische Mitarbeit leistete Martin Witz. Der Film wurde in Koproduktion mit dem Schweizer Radio und Fernsehen und der SRG SSR realisiert und erhielt Unterstützung vom Bundesamt für Kultur (BAK), der Zürcher Filmstiftung sowie weiteren Stiftungen.

## Mitwirkende
Neben Stefan Haupt selbst und seinen Familienmitgliedern, darunter seine Kinder Thalia, Symi, Melina und Alexis Haupt sowie seine Eltern Silvia und Walter Haupt-Engler, kommen im Film verschiedene Persönlichkeiten aus Zürich zu Wort. Dazu zählen unter anderem der ehemalige Diplomat und Politiker Tim Guldimann, die Politaktivistin Flavia Kleiner, der Medienberater Hansi Voigt, die Nationalrätin und Unternehmerin Jacqueline Badran, der Professor für Quantitative Finance Marc Chesney und der afghanische Flüchtling Muzafar Shafai. Diese Gespräche bieten unterschiedliche Perspektiven auf die behandelten Themen und tragen zur Vielschichtigkeit des Films bei.

## Rezeption
Zürcher Tagebuch wurde erstmals im Rahmen des Zurich Film Festival 2020 präsentiert. Anschließend wurde der Film bei den Solothurner Filmtagen 2021 gezeigt und war Teil der Filmtage Oberschwaben im Oktober 2021. Zudem schaffte es der Film auf die Shortlist für den Deutschen Dokumentarfilm-Musikpreis beim DOK.fest München 2021.